# Биркели
Биркели (фр. Birkéli) — деревня в Чаде, расположенная на территории региона Сила.

## Географическое положение
Деревня находится в юго-восточной части Чада, на берегу сезонно пересыхающей реки Вади-Беркели, на высоте 528 метров над уровнем моря.
Населённый пункт расположен на расстоянии приблизительно 811 километров к востоку-юго-востоку (ESE) от столицы страны Нджамены.

## Климат
Климат деревни характеризуется как полупустынный жаркий (BSh в классификации климатов Кёппена). Среднегодовая температура воздуха составляет 26,3 °C. Средняя температура самого холодного месяца (декабря) составляет 22,9°С, самого жаркого месяца (мая) — 30 °С. Расчётная многолетняя норма осадков — 692 мм. В течение года количество осадков распределено неравномерно, основная их масса выпадает в период с мая по октябрь. Наибольшее количество осадков выпадает в августе (199 мм).

## Транспорт
Ближайший аэропорт расположен в городе Дагеса.